# Sinapidendron rupestre
Sinapidendron rupestre là một loài thực vật có hoa trong họ Cải. Loài này được Lowe miêu tả khoa học đầu tiên.